# Kwikbloeddrukmeter

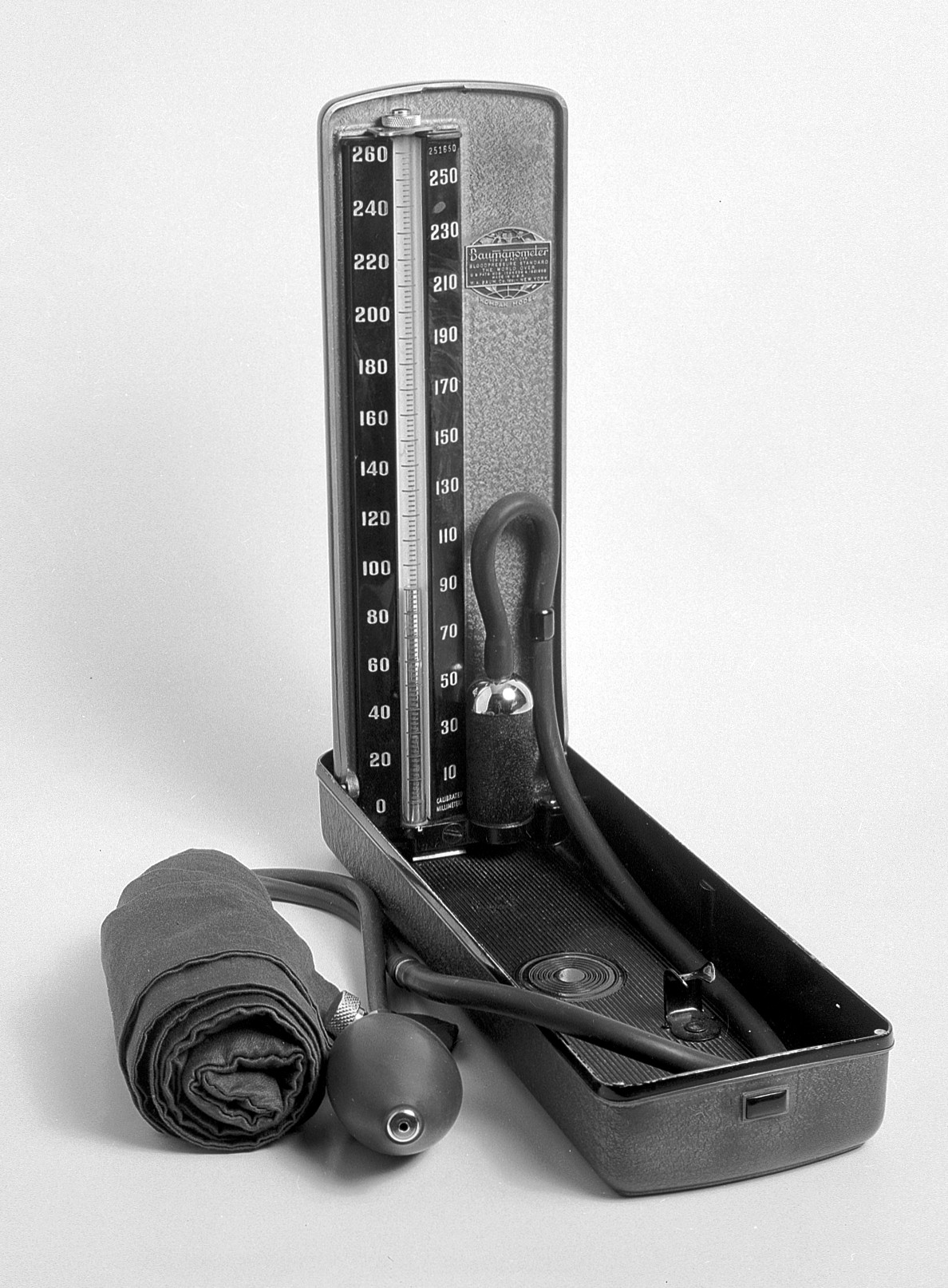
Kwikbloeddrukmeter

Een kwikbloeddrukmeter is een bloeddrukmeter waarmee de bloeddruk kan worden gemeten, die nog gebruikmaakt van metallisch kwik dat uit een reservoir omhoog wordt geduwd in een stijgbuis, waar de hoogte kan worden afgelezen in millimeters.
Omdat kwik een zwaar metaal is met giftige dampen, en de hoeveelheid kwik die in het milieu vrijkomt van overheidswege zo veel mogelijk wordt beperkt, zijn ze niet meer te koop, hoewel er hier en daar wellicht zelfs anno 2005 nog wel een enkele wordt gebruikt. Rond 1980 waren ze nog algemeen. De bloeddruk wordt echter in Nederland standaard nog wel steeds in mm Hg uitgedrukt.